# Loeselia grandiflora
Loeselia grandiflora är en blågullsväxtart som beskrevs av Paul Carpenter Standley. Loeselia grandiflora ingår i släktet Loeselia och familjen blågullsväxter. Inga underarter finns listade i Catalogue of Life.